# Andrew Bean
Andrew Bean (LaFayette, Georgia; 13 de marzo de 1953 – Lakeland, Florida; 14 de octubre de 2023) fue un golfista estadounidense que compitió en el PGA Tour y en el Champions Tour.

## Carrera
Como universitario estuvo en la sección de golf de los Florida Gators de 1972 a 1975, donde junto a Woody Blackburn, Phil Hancock y Gary Koch lograron el título de la Southeastern Conference y el de la NCAA en 1973. Integró el primer equipo All-SEC en 1973 y 1975, y el título All-American en 1973, 1974 y 1975. Se graduó como bachiller en mercadeo en 1975, y fue introducido al University of Florida Athletic Hall of Fame como "Gator Great" en 1978.
Bean se convirtió en profesional en 1975. Finalizó entre los mejores 35 en ganancias de 1977 a 1986. En cinco de esos años finalizó entre los mejores 7. Su primera victoria en el PGA Tour fue en el Doral-Eastern Open en 1977 y su última victoria fue en el Byron Nelson Golf Classic en 1986. En 1978 fue campeón en tres torneos. Bean representó a Estados Unidos en la Ryder Cup en 1979 y 1987, y por varias semanas estuvo entre los mejores 10 del Ranking Mundial Oficial de Golf entre 1986 y 1987.
Bean no pudo ganar nunca un torneo mayor, pero finalizó en segundo lugar en tres ocasiones. Terminó en segundo lugar solo detrás de Jack Nicklaus en el PGA Championship de 1980. En el British Open de 1983 Bean y Hale Irwin empataron en el segundo lugar, solo un golpe detrás de Tom Watson; y en el PGA Championship de 1989, tanto Bean como Mike Reid y Curtis Strange empataron en el segundo lugar, un golpe menos que Payne Stewart.
Luego de cumplir los 50 años en marzo de 2003, Bean jugó en el Champions Tour, ganando por primera vez el Greater Hickory Classic at Rock Barn en 2006. En mayo de 2008 gana su segundo título del Champions Tour en el Regions Charity Classic. También ganó el Charles Schwab Cup Championship en 2008 en Sonoma, California, venciendo por nueve golpes a Gene Jones.
Bean formaba parte del Florida Sports Hall of Fame de la generación del 2000.

## Vida personal y muerte
Bean vivió en Lakeland, Florida donde practicó caza y pesca. Con su esposa Debbie tuvo tres hijas: Lauren, Lindsay, and Jordan.
Andy Bean murió por complicaciones en una cirugía por un doble trasplante de pulmón en Lakeland el 14 de octubre de 2023 a los 70 años.

## Logros

### Amateur
- Eastern Amateur en 1974
- Falstaff Amateur en 1974
- Dixie Amateur en 1975
- Western Amateur en 1975

### Profesional

#### PGA Tour (11)
| N.º | Fecha                 | Torneo                       | Puntuación            | Margen de victoria | Segundo lugar                          |
| --- | --------------------- | ---------------------------- | --------------------- | ------------------ | -------------------------------------- |
| 1   | 13 de marzo de 1977   | Doral-Eastern Open           | −11 (67-67-71-72=277) | 1 golpe            | David Graham                           |
| 2   | 4 de junio de 1978    | Kemper Open                  | −15 (72-67-68-66=273) | 5 golpes           | Mark Hayes, Andy North                 |
| 3   | 11 de junio de 1978   | Danny Thomas Memphis Classic | −11 (70-68-69-70=277) | Playoff            | Lee Trevino                            |
| 4   | 2 de julio de 1978    | Western Open                 | −6 (70-71-75-66=282)  | Playoff            | Bill Rogers                            |
| 5   | 10 de junio de 1979   | Atlanta Classic              | −23 (70-67-61-67=265) | 8 golpes           | Joe Inman                              |
| 6   | 10 de febrero de 1980 | Hawaiian Open                | −22 (71-63-66-66=266) | 3 golpes           | Lee Trevino                            |
| 7   | 1 de marzo de 1981    | Bay Hill Classic             | −18 (68-62-67-69=266) | 7 golpes           | Tom Watson                             |
| 8   | 28 de febrero de 1982 | Doral-Eastern Open (2)       | −10 (68-69-72-69=278) | 1 golpe            | Scott Hoch, Mike Nicolette, Jerry Pate |
| 9   | 8 de abril de 1984    | Greater Greensboro Open      | −8 (71-67-72-70=280)  | 2 golpes           | George Archer                          |
| 10  | 9 de marzo de 1986    | Doral-Eastern Open (3)       | −12 (71-68-68-69=276) | Playoff            | Hubert Green                           |
| 11  | 11 de mayo de 1986    | Byron Nelson Golf Classic    | −11 (66-68-67-68=269) | 1 golpe            | Mark Wiebe                             |

PGA Tour playoff record (3–3)
| N.º | Fecha | Torneo                       | Rival                  | Resultado                                                                          |
| --- | ----- | ---------------------------- | ---------------------- | ---------------------------------------------------------------------------------- |
| 1   | 1978  | Danny Thomas Memphis Classic | Lee Trevino            | Birdie en el primer hoyo                                                           |
| 2   | 1978  | Western Open                 | Bill Rogers            | Par en el primer hoyo                                                              |
| 3   | 1979  | Bing Crosby National Pro-Am  | Mark Hayes, Lon Hinkle | Hinkle ganó con birdie en el tercer hoyo Bean eliminado con par en el segundo hoyo |
| 4   | 1984  | Honda Classic                | Bruce Lietzke          | Perdió con un par en el primer hoyo                                                |
| 5   | 1984  | Memorial Tournament          | Jack Nicklaus          | Perdió con un par en el tercer hoyo hole                                           |
| 6   | 1986  | Doral-Eastern Open           | Hubert Green           | Ganó con birdie en el cuarto hoyo                                                  |

### PGA of Japan Tour (2)
| N.º | Fecha                   | Torneo                    | Puntuación            | Margen de victoria | Segundo lugar     |
| --- | ----------------------- | ------------------------- | --------------------- | ------------------ | ----------------- |
| 1   | 26 de noviembre de 1978 | Dunlop Phoenix Tournament | −13 (67-70-69-69=275) | 5 golpes           | Graham Marsh      |
| 2   | 1 de noviembre de 1987  | ABC Japan-U.S. Match      | −19 (64-72-68-65=269) | 5 golpes           | Masahiro Kuramoto |

### Otros (2)
| N.º | Fecha                   | Torneo                          | Puntuación            | Margen de victoria | Segundo lugar  |
| --- | ----------------------- | ------------------------------- | --------------------- | ------------------ | -------------- |
| 1   | 15 de noviembre de 1986 | Isuzu Kapalua International     | −10 (72-68-68-70=278) | 2 golpes           | Davis Love III |
| 2   | 14 de noviembre de 1987 | Isuzu Kapalua International (2) | −21 (66-65-69-67=267) | 3 golpes           | Lanny Wadkins  |

### Champions Tour (3)
| N.º | Fecha                  | Torneo                               | Puntuación            | Margen de victoria | Segundo lugar |
| --- | ---------------------- | ------------------------------------ | --------------------- | ------------------ | ------------- |
| 1   | 1 de octubre de 2006   | Greater Hickory Classic at Rock Barn | −15 (63-70-68=201)    | Playoff            | R. W. Eaks    |
| 2   | 18 de mayo de 2008     | Regions Charity Classic              | −13 (65-68-70=203)    | 1 golpe            | Loren Roberts |
| 3   | 2 de noviembre de 2008 | Charles Schwab Cup Championship      | −20 (68-66-68-66=268) | 9 golpes           | Gene Jones    |

Champions Tour playoff record (1–0)
| N.º | Fecha | Torneo                               | Rival      | Resultado                         |
| --- | ----- | ------------------------------------ | ---------- | --------------------------------- |
| 1   | 2006  | Greater Hickory Classic at Rock Barn | R. W. Eaks | Ganó con birdie en el primer hoyo |

## Resultados en campeonatos major

### Años 1970
| Torneo                | 1973 | 1974 | 1975 | 1976 | 1977 | 1978 | 1979 |
| --------------------- | ---- | ---- | ---- | ---- | ---- | ---- | ---- |
| Masters Tournament    |      |      |      |      | T19  | T24  | T28  |
| U.S. Open             | CUT  | T63  |      |      | T23  | T6   | T25  |
| The Open Championship |      |      |      |      |      | T48  |      |
| PGA Championship      |      |      |      |      | CUT  | T7   | T12  |

### Años 1980
| Torneo                | 1980 | 1981 | 1982 | 1983 | 1984 | 1985 | 1986 | 1987 | 1988 | 1989 |
| --------------------- | ---- | ---- | ---- | ---- | ---- | ---- | ---- | ---- | ---- | ---- |
| Masters Tournament    | T12  | CUT  | T10  | CUT  | T18  | T25  | CUT  | T35  | CUT  | 51   |
| U.S. Open             | CUT  |      | WD   | T34  | T11  | T15  | T24  | CUT  | T12  | CUT  |
| The Open Championship | T6   |      |      | T2   | T14  | T35  | T14  | T40  | T16  | CUT  |
| PGA Championship      | 2    |      | CUT  | T30  | T16  | T3   | T53  | T65  | CUT  | T2   |

### Años 1990
| Torneo                | 1990 | 1991 | 1992 | 1993 | 1994 | 1995 | 1996 | 1997 | 1998 | 1999 | 2000 |
| --------------------- | ---- | ---- | ---- | ---- | ---- | ---- | ---- | ---- | ---- | ---- | ---- |
| Masters Tournament    | T33  |      |      |      |      |      |      |      |      |      |      |
| U.S. Open             | CUT  |      |      |      |      |      |      |      |      |      | CUT  |
| The Open Championship |      |      |      |      |      |      |      |      |      |      |      |
| PGA Championship      | CUT  | CUT  |      |      |      |      |      |      |      |      |      |

     Top 10
     Did not play
CUT = missed the half-way cut

WD = withdrew

"T" indica empate

### Sumario
| Torneo                | Victorias | 2.º | 3.º | Top-5 | Top-10 | Top-25 | Eventos | Cortes superados |
| --------------------- | --------- | --- | --- | ----- | ------ | ------ | ------- | ---------------- |
| Masters Tournament    | 0         | 0   | 0   | 0     | 1      | 6      | 14      | 10               |
| U.S. Open             | 0         | 0   | 0   | 0     | 1      | 7      | 16      | 9                |
| The Open Championship | 0         | 1   | 0   | 1     | 2      | 5      | 9       | 8                |
| PGA Championship      | 0         | 2   | 1   | 3     | 4      | 6      | 14      | 9                |
| Totals                | 0         | 3   | 1   | 4     | 8      | 24     | 53      | 36               |

- Mayor racha de cortes superados – 11 (1983 U.S. Open – 1985 PGA)
- Racha más larga en el top-10 – 2 (1980 Open Championship – 1980 PGA)

## Resultados en The Players Championship
| Torneo                   | 1977 | 1978 | 1979 | 1980 | 1981 | 1982 | 1983 | 1984 | 1985 | 1986 | 1987 | 1988 | 1989 | 1990 | 1991 | 1992 |
| ------------------------ | ---- | ---- | ---- | ---- | ---- | ---- | ---- | ---- | ---- | ---- | ---- | ---- | ---- | ---- | ---- | ---- |
| The Players Championship | CUT  | T28  | 8    | T51  | WD   | T35  | CUT  | CUT  | CUT  | T21  | CUT  | T36  | T8   | T9   | CUT  | CUT  |

     Top 10
CUT = No superó el corte

WD = Abandonó

"T" = Empató en el lugar